# Limnephilus correptus
Limnephilus correptus is een schietmot uit de familie Limnephilidae. De soort komt voor in het Palearctisch gebied.